# Fluorid trioxygenylu
Fluorid trioxygenylu je anorganická sloučenina s chemickým vzorcem O3F2. Patří mezi fluoridy kyslíku.

## Příprava
Fluorid trioxygenylu lze připravit působením elektrického výboje na směs fluoru a kyslíku při teplotě přibližně -190 °C a nižším tlaku:
3 O2 + 2 F2 → 3 O3F2
Poprvé byl syntetizován koncem 30. let 20. století japonskými vědci Aoyamou a Sakurabou.

## Vlastnosti
Fluorid trioxygenylu je tmavě hnědá až krvavě červená kapalina, která tuhne při −190 °C. Je to silné oxidační činidlo, srovnatelné s fluoridem dioxygenylu a je reaktivnější než fluor a difluorid kyslíku.   
Stejně jako ostatní fluoridy kyslíku je fluorid trioxygenylu endotermický a rozkládá se při přibližně -158 °C za vývoji tepla, podle následující reakce:  
2 O3F2 → O2 + 2 O2F2
S fluoridem trioxygenylu je bezpečnější pracovat než s ozonem a lze jej odpařit, tepelně rozložit nebo vystavit působení jisker, aniž by došlo k explozi. Při kontaktu s organickou hmotou nebo s oxidovatelnými sloučeninami může explodovat. Přidáním i jediné kapky fluoridu trioxygenylu k pevnému bezvodému čpavku povede k mírné explozi, když mají obě látky teplotu -183 °C.